# 黑桥国际
黑桥国际（英語：Black Bridge International）是一个已不存在的无政府主义国际组织。
该组织出现于2001年，由美国的无政府主义者发起建立。该组织自我定位为“去中心化的无政府主义互助网络”，致力于促进资源和信息的共享。2004年，该组织解散。
与其它无政府主义组织一样，该组织也没有设置成员等级划分制度和领导人。但相比于其它无政府主义联合会，该组织更像仅作为一个网站存在，没有纲领和传统的成员制度。